# Foreningen Danske Teaterjournalister
Foreningen Danske Teaterjournalister er en samling af professionelle teaterjournalister og teaterkritikere i Danmark. Foreningens formål er at fremme den faglige og professionelt orienterede teaterjournalistisk i det danske mediebillede. Derudover uddeler foreningens medlemmer hvert år de tre teaterpriser Teaterkatten, Initiativprisen og hovedprisen Teaterpokalen, der har været uddelt siden 1933. Foreningens forperson er Morten Hede.

## Foreningens medlemmer[2]
- Knud Cornelius
- Majbrit Hjelmsbo
- Randi K. Pedersen
- Vibeke Wern
- Anne Middelboe Christensen
- Rie Hammer
- Lars Wallenberg
- Jakob Steen Olsen
- Anne Liisberg
- Lene Kryger
- Carsten Jensen
- Mette Garfield
- Peter Johannes Erichsen
- Monna Dithmer
- Kathrine Maria Amann
- Morten Hede
- Helle Skram de Fries
- Lene Grønborg Poulsen
- Pia Stilling
- Trine Wøldiche
- Ole Blegvad
- Casper Koeller
- Dorte Grannov Balslev
- Alexander Vesterlund
- Line Kirsten Nikolajsen
- Josefine Brink Siem
- Amalie Langballe
- Christian Skovgaard Hansen
- Emil Amby
- Thyge Cosedis Holting
- Ulla Strømberg